# Republic of Lakotah

Logo der Republik of Lakotah Initiative

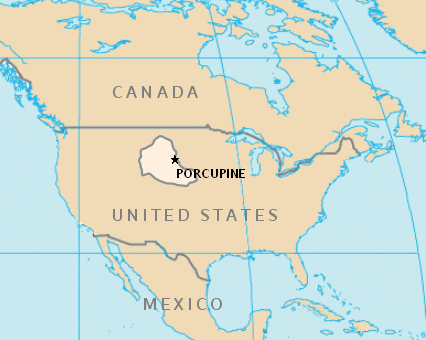
Vorgeschlagene Fläche der Republic of Lakotah

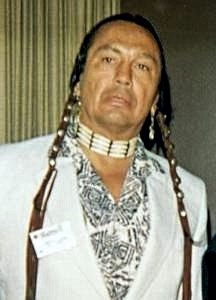
Russell Means (1987)

Die Republic of Lakotah war eine Initiative des US-amerikanischen Schauspielers und Aktivisten der American Indian Movement Russell Means. Eine Gruppe mit dem Namen Lakota Freedom Delegation erklärte am 20. Dezember 2007 in Washington die Unabhängigkeit der Lakota von den USA. In einer dem Außenministerium der Vereinigten Staaten von Amerika überreichten Note kündigten sie alle 33 der im Laufe der Zeit mit den USA geschlossenen Verträge auf, weil diese von den Vereinigten Staaten bis heute nicht eingehalten worden seien. Die Note wurde von keiner der anerkannten Stammesregierungen unterstützt.

## Hintergrund
Die legale Basis für das Territorium der vorgeschlagenen Republik sollte der 1851 geschlossene Vertrag von Fort Laramie bilden. In diesem Vertrag bestätigten die Vereinigten Staaten von Amerika den Indianerstämmen der Cheyenne, Sioux, Arapaho, Crow, Assiniboine, Mandan, Hidatsa, und Arikara ihr angestammtes Territorium. Nachfolgende Verträge, wie der Vertrag von Vertrag von Fort Laramie 1868 reduzierte das Territorium der Indianer-Stämme beträchtlich. Auch wurde von den Aktivisten die Legalität dieser Verträge angezweifelt.

## Position der Stammesregierungen
Die Initiative wurde von keiner der Stammesregierungen der bestehenden Indianerreservate unterstützt. Avis Little Eagle, die stellvertretende Vorsitzende des Standing Rock Sioux Tribal Council sagte über die Lakota Freedom Delegation und ihre Erklärung: „Ich verstehe, warum sie das machen, aber wir als gewählte offizielle Vertreter berufen uns auf die Verträge in unserer täglichen Arbeit, da es sich dabei um gültige Dokumente handelt. (I see where they’re coming from, but we, as elected officials, on a daily basis we refer to those treaties because to us they are living documents).“ Viele Stammesregierungen seien über die mangelnde Unterstützung durch die US-Bundesregierung bei der Gesundheitsversorgung, Strafverfolgung und andere Verpflichtungen aus den Verträgen frustriert. „Falls dies uns Aufmerksamkeit bringt, wird es vielleicht gut gewesen sein.“ Vor der Unabhängigkeitserklärung war sie nach ihrer Aussage nicht über die Pläne der Delegation informiert.
Rodney Bordeaux, Präsident der Rosebud Sioux, meinte in einer Pressekonferenz am 1. April 2008, dass die Initiatoren nicht für die Mitglieder seines Stammes sprechen würden: „Sie haben sich nicht mit den Mitgliedern unseres Rates und unserer Regierung abgesprochen.“

## Reaktion des Außenministeriums
Das Außenministerium bezeichnete sich als nicht zuständig. Es verwies an das Innenministerium, welches über das Bureau of Indian Affairs die Beziehungen zu den anerkannten Indianerstämmen regelt. Gary Garrison vom BIA meinte, dass die Gruppe nicht für die Indianerstämme sprechen würde. Es handele sich nicht um gewählte Repräsentanten der Stämme. Die einseitige Kündigung der Verträge bedeute nichts. Wie andere Gruppen, die sich von den Vereinigten Staaten losgesagt hätten, würden sie einfach im Gefängnis landen.

## Beanspruchtes Territorium
Das Territorium der Republik würde 200.000 Quadratkilometer umfassen und sich über Gebiete der US-Bundesstaaten North Dakota, South Dakota, Nebraska, Wyoming und Montana erstrecken. Es würde große Gebiete mit nicht indigener Bevölkerung und Reservate von Stämmen, die nicht den Sioux zugerechnet werden umfassen. Die größte Stadt wäre nach der Initiative Omaha, Nebraska. Auch das bekannte Mount Rushmore National Memorial mit Abbildungen der 4 Präsidenten George Washington (1. US-Präsident), Thomas Jefferson (3.), Theodore Roosevelt (26.) und Abraham Lincoln (16.) wäre Bestandteil der Republik.
„The territory of the Sioux or Dahcotah Nation, commencing the mouth of the White Earth River, on the Missouri River; thence in a southwesterly direction to the forks of the Platte River; thence up the north fork of the Platte River to a point known as the Red Buts, or where the road leaves the river; thence along the range of mountains known as the Black Hills, to the head-waters of Heart River; thence down Heart River to its mouth; and thence down the Missouri River to the place of beginning“

## Folgen
Da die Initiative auf Ablehnung der betroffenen Stämme stieß, wird die Initiative wenig weiterverfolgt. Viele Webseiten sind nicht mehr aufrufbar. Die Stammesregierungen konzentrieren sich auf realistische Ziele, wie die Anbindung von Land an die Reservate, z. B. die bundesstaatlichen Gebiete in den Black Hills. Auch wäre diese Republik ein Dritte-Welt Land, da die Reservate von der Unterstützung der Bundesregierung abhängig sind.